# Carangoliopsoidea
Carangoliopsoidea (лат.) — надсемейство ракообразных из отряда бокоплавов.
Включает два монотипических семейства с двумя видами. Средиземноморье (около Корсики) и Полинезия (Острова Общества).

## Описание
Тело субцилиндрическое (у Carangoliopsidae) или латерально сдавленное (Kairosidae). Карпус гнатопода 2 выдаётся по заднему краю. Проподус и мерус переопода 6 значительно длиннее, чем переопод 7. Переопод 6 длиннее 7. Глаза или развиты (у Kairosidae) или отсутствуют (Carangoliopsidae).

## Классификация
Включает два семейства и 2 монотипических рода. Ранее входило в состав Hadzioidea из подотряда Gammaridea. Надсемейство с 2013 года выделяют в монотипические инфраотряд Carangoliopsida и парвотряд Carangoliopsidira.
- инфраотряд Carangoliopsida Bousfield, 1977
  - парвотряд Carangoliopsidira Myers & Lowry, 2013
    - надсемейство Carangoliopsoidea Bousfield, 1977
      - семейство Carangoliopsidae Bousfield, 1977
        - род Carangoliopsis Ledoyer, 1970
          - Carangoliopsis spinulosa Ledoyer, 1970[3]

      - семейство Kairosidae Lowry & Myers, 2013
        - род Kairos Krapp-Schickel & Müller, 2011
          - Kairos segregans Krapp-Schickel & Müller, 2011[4]